# Уфимская провинция
Уфимская провинция или же Башкирская провинция, страна башкир — одна из провинций Казанской (1719–1728), с 1728 — самостоятельная территория с особым статусом в непосредственном ведении Сената, и Оренбургской (1744–1781) губерний Российской империи. Центр — город Уфа.
Граничила на северо-западе и севере с Казанским уездом одноименной губернии, на северо-востоке с Сибирской губернией, на юго-востоке и юге с казахскими жузами, на юго-западе с  Астраханской губернией.

## История
В XVI—XVIII веках территория расселения башкир обозначалась как Уфимский уезд или Башкирия, которая состояла из следующих административных единиц: Казанская, Ногайская, Осинская и Сибирская дороги: «С того времени Уфимский уезд или паче вся Башкирь (Башкирия) разделена на четыре дороги, именованные по сему: к Сибири лежащая сторона названа Сибирская дорога, к Казани — Казанская, к пригороду Осе (кой построен на Каме реке) — Осинская, а к степным народам прозвана Ногайскою, которые наименования в рассуждении всей Башкирии и поныне наблюдаются».
29 мая 1719 года Казанская губерния была разделена на четыре провинции, в том числе Уфимскую провинцию. В состав провинции были включены города: Уфа с пригородами (дворов: крестьянских-1198 и ясаков-3134 - число ясачных дворов для провинции не указанно, в среднем по губернии на один ясак обрабатываемой земли приходилось приблизительно 2,5 двора) Бирск, Солеварная и село Каракулино.
После завершения башкирских восстаний, в 1728 году Уфимская провинция передана в непосредственное ведение Сената. В 1728 году делегация башкир во главе с Яркеем Янчуриным подало императору Петра II прошение «Об учинении розыска по поводу обид и притеснений, перенесенных ими от воевод и целовальников, и об охранении их вотчинных прав на земли», после которого вышел указ императора «Об отделении Уфимской провинции от Казанской губернии, о состоянии оной в особенном ведомстве Сената», согласно которому Уфимская провинция (кроме Мензелинска) была официально изъята из состава Казанской губернии и подчинена особому ведению Сената.
15 марта 1744 года Уфимская провинция была включена в состав новой учрежденной Оренбургской губернии.
В ноябре 1775 года деление губерний на провинции было отменено.

### Воеводы
| Ф. И. О.                | Титул, чин, звание | Время замещения должности |
| ----------------------- | ------------------ | ------------------------- |
| Пётр Петрович Воейков   |                    | ?—1738                    |
| Пётр Дмитриевич Аксаков | Бригадир           | 1738—1740                 |

### Вице-губернаторы
| Ф. И. О.                | Титул, чин, звание               | Время замещения должности |
| ----------------------- | -------------------------------- | ------------------------- |
| Пётр Дмитриевич Аксаков | действительный статский советник | 1740—1744                 |